# Paralamyctes mesibovi
Paralamyctes mesibovi är en mångfotingart som beskrevs av Edgecombe 200. Paralamyctes mesibovi ingår i släktet Paralamyctes och familjen fåögonkrypare. Inga underarter finns listade i Catalogue of Life.